# Bencimarte de Lusitania
Bencimarte de Lusitania es un libro de caballerías español del siglo XVI. Se ignora el nombre de su autor. No llegó a ser publicado, y su manuscrito se conserva en la Biblioteca Nacional de Madrid. Su título completo es Historia del ymvencible príncipe Bencimarte de Lusitania. Libro primero de la choronica del excelente Lucismundo de Lusitania, príncipe del Cayro y Roma y de otros príncipes de su casa.
- Datos: Q5725517